# Michael Larsen (fodboldspiller, født 1980)
 Der er flere personer med dette navn, se Michael Larsen (flertydig).
Michael Larsen (født 15. marts 1980) er en dansk professionel fodboldspiller, hvor hans primære position på banen er i forsvaret. Hans spillede senest i 1. divisionsklubben Boldklubben Fremad Amager, hvor han fik sin debut den 30. marts 2003 mod Næstved Boldklub. Han nåede spille 3½ sæson i klubben, hvorefter hans kontrakt ikke blev forlænget i sommeren 2006, men blev tilbudt at blive i truppen som amatørspiller. Han har så vidt vides indstillet karrieren, selv om han efter sommeren 2006 skulle være gået i gang med sin genoptræning efter en knæoperation den 21. december 2005 i Gøteborg.
Forsvarsspilleren blev hentet fra 1. divisionsklubben B.93 til Fremad Amager i 2. division af daværende træner Michele Guarini i slutningen af februar 2003 på en, i første omgang, halvårig kontrakt, som senere hen blev til en kontrakt. Han var undertiden på en kort visit til Lyngby Boldklub, men vendte tilbage til klubben i sommeren 2004.